# Xorides indicatorius
Xorides indicatorius är en stekelart som först beskrevs av Pierre André Latreille 1806.  Xorides indicatorius ingår i släktet Xorides, och familjen brokparasitsteklar. Arten är reproducerande i Sverige. Inga underarter finns listade.